# Mark Selby
Mark Selby MBE (ur. 19 czerwca 1983 w Leicesterze) – angielski snookerzysta, czterokrotny mistrz świata w snookerze z 2014, 2016, 2017 i 2021 roku. Jest jedynym zawodnikiem w historii, który uzyskał maksymalnego breaka w finale Mistrzostw Świata. Plasuje się na 5. miejscu pod względem zdobytych breaków stupunktowych w profesjonalnych turniejach, w sierpniu 2025 miał ich łącznie 900. 1 czerwca 2022 r. Selby otrzymał nagrodę MBE (Order Imperium Brytyjskiego) za zasługi dla snookera i działalność charytatywną w ramach platynowych odznaczeń królowej.

## Kariera
Selby został zawodowym snookerzystą w 1999 roku. W Snookerowych Mistrzostwach świata 2007, rozgrywanych w Sheffield, dotarł do finału pokonując Stephena Lee, Petera Ebdona, Allistera Cartera oraz w półfinale wygrał z Shaunem Murphym 17–16. W finale uległ Johnowi Higginsowi 13–18.
Do czasu finału w mistrzostwach, największym osiągnięciem Selby’ego było 2. miejsce w turnieju Scottish Open w 2003 roku.
W czerwcu 2007 roku otrzymał okazję prowizorycznego rewanżu za porażkę w mistrzostwach świata z Johnem Higginsem. W nierankingowym, zaproszeniowym turnieju Warsaw Snooker Tour pokonał Szkota w finale 5–3.
20 stycznia 2008 roku wygrał turniej SAGA Insurance Masters, który odbył się w Londynie, gdzie pokonał Stephena Lee 10–3. W finale wyrównał także najwyższy break turnieju – 141, tym samym poprawiając swój ówczesny życiowy wynik.
17 lutego 2008 roku Mark Selby wygrał turniej Welsh Open rozgrywany w Newport pokonując wynikiem 9–8 Ronniego O’Sullivana.
Podczas turnieju Jiangsu Classic w 2009 roku, Selby wbił pierwszego turniejowego breaka maksymalnego w swojej zawodowej karierze.
17 stycznia 2010 roku Selby ponownie zwyciężył w Masters, pokonując obrońcę tytułu Ronniego O’Sullivana 10–9. Selby ustanowił rekord wygrywając 11 z 12 rozegranych spotkań (z czego 7 w decydującej, ostatniej partii), zostając tym samym najskuteczniejszym graczem tego turnieju.
W sezonie 2011/2012 Selby wygrał 3 turnieje: Shanghai Masters, jeden turniej z cyklu Players Tour Championship – turniej 4. oraz nierankingowy Wuxi Classic. Ponadto: raz w finale (Welsh Open, porażka z Ding Junghui’em), dwukrotnie w półfinale (World Open i PTC 8), pięciokrotnie w ćwierćfinale (Masters, Australian Open, Brazil  Masters, German Masters i finałowy turniej PTC)
Jako profesjonalny snookerzysta do końca sezonu 2011/2012 Selby zarobił 1 536 390 GBP, 48 600 euro, 11 000 USD i 15 000 AUD.
Przez kontuzję szyi, której Selby doznał pod koniec sezonu 2011/2012, kolejny sezon zaczął się dla Selby’ego niekorzystnie. Mimo to udało mu się obronić tytuł zwycięzcy turnieju Paul Hunter Classic z poprzedniego sezonu. Pozycja Selby’ego w rankingu światowym wydawała się niezagrożona, jednak po braku większych sukcesów w kolejnych turniejach oraz fenomenalnej formie Judda Trumpa, numeru 2 w rankingu, Selby stracił 1. miejsce w światowym zestawieniu na rzecz 23-letniego londyńczyka, zwycięzcy turniejów International Championship oraz Bulgarian Open z cyklu European PTC4. Nowy numer 1 nie cieszył się jednak długo swoim osiągnięciem. 5 tygodni później Trump sensacyjnie przegrał już w pierwszej rundzie najważniejszego po World Championship turnieju, UK Championship, z Markiem Joyce’em, zawodnikiem z drugiej pięćdziesiątki rankingu. Po przedwczesnym wypadnięciu Trumpa z turnieju, Selby’emu już samo dojście do finału gwarantowało powrót na 1. miejsce rankingu. Po serii niesamowitych powrotów ze stanu 0–3 w meczu z Ryanem Dayem oraz 0–4 z Neilem Robertsonem, Selby nie tylko dotarł do finału, gładko zwyciężając z rewelacją sezonu Markiem Davisem, ale także wygrał całe mistrzostwa, w finale pokonując swojego przyjaciela Shauna Murphy’ego 10–6. Jest to do tej pory najważniejsze trofeum w karierze zawodowej Anglika.

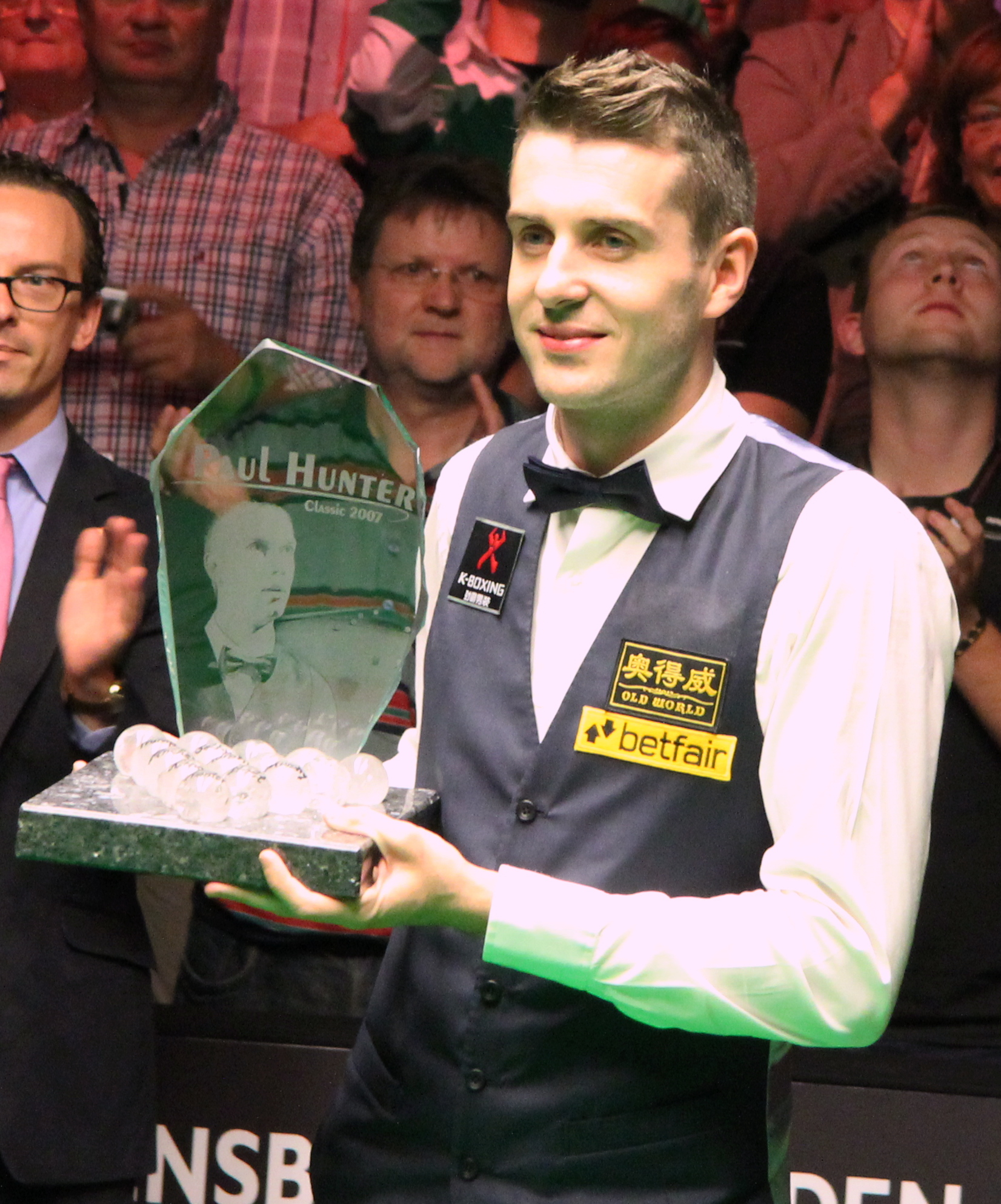
Selby z trofeum Paul Hunter Classic 2012

W styczniu 2013 roku po raz trzeci w karierze wygrał on turniej Masters, w finale pokonując 10–6 obrońcę tytułu z 2012 roku Neila Robertsona. Tym samym Anglik zwyciężył w drugim po UK Championship turnieju BBC zaliczanym do wielkiej trójki w jednym sezonie (trzecim jest World Championship), czym powtórzył osiągnięcie Marka Williamsa z sezonu 2002/2003.  Za zwycięstwa w obu tych turniejach Selby zarobił 300 000 GBP. Za te osiągnięcia został wybrany przez World Snooker graczem sezonu 2012/2013. Tradycyjnie, słabo spisał się w Mistrzostwach Świata, gdzie przegrał w 2. rundzie, przegrywając 10–13 z Barrym Hawkinsem. W pierwszej rundzie okazał się on lepszy od Matthew Selta, pokonując go 10–4.
Na początku sezonu 2013/2014 zaliczył dwa finały w pierwszym turnieju cyklu Asian Tour oraz drugim turnieju European Tour. W pierwszym przypadku uległ w finale Joe Perry’emu 1–4, a w drugim, w decydującej partii, przegrał z Markiem Williamsem.
Selby doszedł również do półfinału Australian Open. W meczu o finał 6–3 pokonał go Neil Robertson. Wcześniej Anglik pokonał kolejno Iana Burnsa, Zhanga Andę oraz Marka Davisa.
Kolejny półfinał przyszedł wraz z czwartym turniejem z cyklu European Tour, w którym przegrał z Ronniem O’Sullivanem. W ET-7 rozgrywanym w Antwerpii, Selby pokonał w finale Ronniego O’Sullivana, powracając ze stanu 1–3.
Podczas grudniowego turnieju UK Championship Selby wbił swojego drugiego breaka maksymalnego w półfinałowym spotkaniu z Ricky Waldenem. Był to setny oficjalny break maksymalny w historii snookera.
W Snookerowych Mistrzostwach Świata 2014 wygrał finał, w którym Selby zmierzył się z obrońcą tytułu Ronnim O'Sullivanem. Mecz na początku przebiegał niekorzystnie dla Selby’ego. Po pierwszej sesji przegrywał on 3–5, po drugiej sesji przegrywał 5–10, po trzeciej wygrywał 13–12, by w czwartej sesji zwyciężyć 18–14. Ostatni frame zakończył się dla Selby’ego wbiciem czarnej i wygraniem frame’a 62–56. Selby wygrał rekordowe 300 000 GBP, dzięki czemu zapewnił sobie pozycję 1. w Snooker Prize Money Ranking 2013/2014.
Dnia 27 września 2020 r. w finale European Masters 2020 (jesień) pokonał 9-8 Martina Goulda. 13 grudnia 2020 zwyciężył w Scottish Open, a jego finałowym rywalem był Ronnie O'Sullivan (Selby wygrał 9-3).

## Występy w turniejach w całej karierze[11]

### Turnieje rankingowe
| Ranking                                  | [ ii ]        | 122           | 95            | 53            | 29            | 36            | 39            | 28            | 11            | 4             | 7             | 9                    | 3                    | 1                    | 1                    | 1                    | 1                    | 1             | 1             | 1             | 6             | 4             | 2             | 3             | 5             | 6             | 7             |               |               |               |               |               |               |               |               |               |               |               |               |               |               |               |               |               |               |               |          |          |       |       |
| Turnieje rankingowe                      |               |               |               |               |               |               |               |               |               |               |               |                      |                      |                      |                      |                      |                      |               |               |               |               |               |               |               |               |               |               |               |               |               |               |               |               |               |               |               |               |               |               |               |               |               |               |               |               |               |          |          |       |       |
| Riga Masters                             | Nie rozegrano | Nie rozegrano | Nie rozegrano | Nie rozegrano | Nie rozegrano | Nie rozegrano | Nie rozegrano | Nie rozegrano | Nie rozegrano | Nie rozegrano | Nie rozegrano | Nie rozegrano        | Nie rozegrano        | Nie rozegrano        | Nie rozegrano        | Minor-Rank.          | Minor-Rank.          | 1R            | WD            | A             | 3R            | Nie rozegrano | Nie rozegrano | Nie rozegrano | Nie rozegrano | Nie rozegrano | Nie rozegrano |               |               |               |               |               |               |               |               |               |               |               |               |               |               |               |               |               |               |               |          |          |       |       |
| China Championship                       | Nie rozegrano | Nie rozegrano | Nie rozegrano | Nie rozegrano | Nie rozegrano | Nie rozegrano | Nie rozegrano | Nie rozegrano | Nie rozegrano | Nie rozegrano | Nie rozegrano | Nie rozegrano        | Nie rozegrano        | Nie rozegrano        | Nie rozegrano        | Nie rozegrano        | Nie rozegrano        | NR            | 2R            | W             | SF            | Nie rozegrano | Nie rozegrano | Nie rozegrano | Nie rozegrano | Nie rozegrano | Nie rozegrano |               |               |               |               |               |               |               |               |               |               |               |               |               |               |               |               |               |               |               |          |          |       |       |
| Championship League Snooker              | Nie rozegrano | Nie rozegrano | Nie rozegrano | Nie rozegrano | Nie rozegrano | Nie rozegrano | Nie rozegrano | Nie rozegrano | Nie-rank.     | Nie-rank.     | Nie-rank.     | Nie-rank.            | Nie-rank.            | Nie-rank.            | Nie-rank.            | Nie-rank.            | Nie-rank.            | Nie-rank.     | Nie-rank.     | Nie-rank.     | Nie-rank.     | RR            | A             | RR            | A             | A             | A             |               |               |               |               |               |               |               |               |               |               |               |               |               |               |               |               |               |               |               |          |          |       |       |
| Saudi Arabia Snooker Masters             | Nie rozegrano | Nie rozegrano | Nie rozegrano | Nie rozegrano | Nie rozegrano | Nie rozegrano | Nie rozegrano | Nie rozegrano | Nie rozegrano | Nie rozegrano | Nie rozegrano | Nie rozegrano        | Nie rozegrano        | Nie rozegrano        | Nie rozegrano        | Nie rozegrano        | Nie rozegrano        | Nie rozegrano | Nie rozegrano | Nie rozegrano | Nie rozegrano | Nie rozegrano | Nie rozegrano | Nie rozegrano | Nie rozegrano | 5R            | 6R            |               |               |               |               |               |               |               |               |               |               |               |               |               |               |               |               |               |               |               |          |          |       |       |
| Wuhan Open                               | Nie rozegrano | Nie rozegrano | Nie rozegrano | Nie rozegrano | Nie rozegrano | Nie rozegrano | Nie rozegrano | Nie rozegrano | Nie rozegrano | Nie rozegrano | Nie rozegrano | Nie rozegrano        | Nie rozegrano        | Nie rozegrano        | Nie rozegrano        | Nie rozegrano        | Nie rozegrano        | Nie rozegrano | Nie rozegrano | Nie rozegrano | Nie rozegrano | Nie rozegrano | Nie rozegrano | Nie rozegrano | 1R            | LQ            |               |               |               |               |               |               |               |               |               |               |               |               |               |               |               |               |               |               |               |               |          |          |       |       |
| European Masters                         | Nie roz.      | Nie roz.      | LQ            | LQ            | LQ            | LQ            | LQ            | LQ            | NR            | Nie rozegrano | Nie rozegrano | Nie rozegrano        | Nie rozegrano        | Nie rozegrano        | Nie rozegrano        | Nie rozegrano        | Nie rozegrano        | SF            | QF            | 3R            | 2R            | W             | 1R            | LQ            | SF            | Nie roz.      | Nie roz.      |               |               |               |               |               |               |               |               |               |               |               |               |               |               |               |               |               |               |               |          |          |       |       |
| English Open                             | Nie rozegrano | Nie rozegrano | Nie rozegrano | Nie rozegrano | Nie rozegrano | Nie rozegrano | Nie rozegrano | Nie rozegrano | Nie rozegrano | Nie rozegrano | Nie rozegrano | Nie rozegrano        | Nie rozegrano        | Nie rozegrano        | Nie rozegrano        | Nie rozegrano        | Nie rozegrano        | 2R            | 3R            | 2R            | W             | SF            | 3R            | W             | 1R            | QF            |               |               |               |               |               |               |               |               |               |               |               |               |               |               |               |               |               |               |               |               |          |          |       |       |
| British Open                             | 1R            | LQ            | LQ            | LQ            | 1R            | 1R            | Nie rozegrano | Nie rozegrano | Nie rozegrano | Nie rozegrano | Nie rozegrano | Nie rozegrano        | Nie rozegrano        | Nie rozegrano        | Nie rozegrano        | Nie rozegrano        | Nie rozegrano        | Nie rozegrano | Nie rozegrano | Nie rozegrano | Nie rozegrano | Nie rozegrano | 2R            | QF            | F             | W             |               |               |               |               |               |               |               |               |               |               |               |               |               |               |               |               |               |               |               |               |          |          |       |       |
| Xi’an Grand Prix                         | Nie rozegrano | Nie rozegrano | Nie rozegrano | Nie rozegrano | Nie rozegrano | Nie rozegrano | Nie rozegrano | Nie rozegrano | Nie rozegrano | Nie rozegrano | Nie rozegrano | Nie rozegrano        | Nie rozegrano        | Nie rozegrano        | Nie rozegrano        | Nie rozegrano        | Nie rozegrano        | Nie rozegrano | Nie rozegrano | Nie rozegrano | Nie rozegrano | Nie rozegrano | Nie rozegrano | Nie rozegrano | Nie rozegrano | 3R            |               |               |               |               |               |               |               |               |               |               |               |               |               |               |               |               |               |               |               |               |          |          |       |       |
| Northern Ireland Open                    | Nie rozegrano | Nie rozegrano | Nie rozegrano | Nie rozegrano | Nie rozegrano | Nie rozegrano | Nie rozegrano | Nie rozegrano | Nie rozegrano | Nie rozegrano | Nie rozegrano | Nie rozegrano        | Nie rozegrano        | Nie rozegrano        | Nie rozegrano        | Nie rozegrano        | Nie rozegrano        | A             | A             | SF            | QF            | 2R            | 3R            | QF            | A             | 1R            |               |               |               |               |               |               |               |               |               |               |               |               |               |               |               |               |               |               |               |               |          |          |       |       |
| International Championship               | Nie rozegrano | Nie rozegrano | Nie rozegrano | Nie rozegrano | Nie rozegrano | Nie rozegrano | Nie rozegrano | Nie rozegrano | Nie rozegrano | Nie rozegrano | Nie rozegrano | Nie rozegrano        | Nie rozegrano        | 2R                   | QF                   | LQ                   | SF                   | W             | W             | QF            | SF            | Nie roz.      | Nie roz.      | Nie roz.      | 3R            | 3R            |               |               |               |               |               |               |               |               |               |               |               |               |               |               |               |               |               |               |               |               |          |          |       |       |
| UK Championship                          | 1R            | LQ            | LQ            | 2R            | 1R            | 2R            | LQ            | 2R            | SF            | 1R            | QF            | 2R                   | 2R                   | W                    | F                    | 2R                   | SF                   | W             | 2R            | 1R            | 4R            | QF            | 2R            | 1R            | QF            | 1R            |               |               |               |               |               |               |               |               |               |               |               |               |               |               |               |               |               |               |               |               |          |          |       |       |
| Shoot Out                                | Nie rozegrano | Nie rozegrano | Nie rozegrano | Nie rozegrano | Nie rozegrano | Nie rozegrano | Nie rozegrano | Nie rozegrano | Nie rozegrano | Nie rozegrano | Nie rozegrano | Variant Format Event | Variant Format Event | Variant Format Event | Variant Format Event | Variant Format Event | Variant Format Event | A             | A             | A             | 1R            | F             | 3R            | 1R            | A             | SF            |               |               |               |               |               |               |               |               |               |               |               |               |               |               |               |               |               |               |               |               |          |          |       |       |
| Scottish Open                            | LQ            | LQ            | 1R            | F             | 1R            | Nie rozegrano | Nie rozegrano | Nie rozegrano | Nie rozegrano | Nie rozegrano | Nie rozegrano | Nie rozegrano        | Nie rozegrano        | MR                   | Nie roz.             | Nie roz.             | Nie roz.             | A             | A             | A             | W             | W             | 1R            | QF            | 2R            | 2R            |               |               |               |               |               |               |               |               |               |               |               |               |               |               |               |               |               |               |               |               |          |          |       |       |
| German Masters                           | Nie rozegrano | Nie rozegrano | Nie rozegrano | Nie rozegrano | Nie rozegrano | Nie rozegrano | Nie rozegrano | Nie rozegrano | Nie rozegrano | Nie rozegrano | Nie rozegrano | F                    | QF                   | QF                   | 2R                   | W                    | 2R                   | 2R            | 1R            | 2R            | LQ            | LQ            | 2R            | LQ            | LQ            | 2R            |               |               |               |               |               |               |               |               |               |               |               |               |               |               |               |               |               |               |               |               |          |          |       |       |
| World Grand Prix                         | Nie rozegrano | Nie rozegrano | Nie rozegrano | Nie rozegrano | Nie rozegrano | Nie rozegrano | Nie rozegrano | Nie rozegrano | Nie rozegrano | Nie rozegrano | Nie rozegrano | Nie rozegrano        | Nie rozegrano        | Nie rozegrano        | Nie rozegrano        | NR                   | 1R                   | 1R            | SF            | QF            | 1R            | SF            | SF            | 1R            | QF            | QF            |               |               |               |               |               |               |               |               |               |               |               |               |               |               |               |               |               |               |               |               |          |          |       |       |
| Players Championship                     | Nie rozegrano | Nie rozegrano | Nie rozegrano | Nie rozegrano | Nie rozegrano | Nie rozegrano | Nie rozegrano | Nie rozegrano | Nie rozegrano | Nie rozegrano | Nie rozegrano | SF                   | QF                   | 1R                   | 1R                   | 2R                   | WD                   | QF            | 1R            | 1R            | QF            | QF            | DNQ           | 1R            | SF            | QF            |               |               |               |               |               |               |               |               |               |               |               |               |               |               |               |               |               |               |               |               |          |          |       |       |
| Welsh Open                               | LQ            | LQ            | 1R            | 1R            | 2R            | LQ            | 3R            | 3R            | W             | QF            | QF            | SF                   | F                    | 1R                   | QF                   | 4R                   | QF                   | 3R            | 2R            | 4R            | QF            | QF            | 1R            | 2R            | 1R            | W             |               |               |               |               |               |               |               |               |               |               |               |               |               |               |               |               |               |               |               |               |          |          |       |       |
| Turkish Masters                          | Nie rozegrano | Nie rozegrano | Nie rozegrano | Nie rozegrano | Nie rozegrano | Nie rozegrano | Nie rozegrano | Nie rozegrano | Nie rozegrano | Nie rozegrano | Nie rozegrano | Nie rozegrano        | Nie rozegrano        | Nie rozegrano        | Nie rozegrano        | Nie rozegrano        | Nie rozegrano        | Nie rozegrano | Nie rozegrano | Nie rozegrano | Nie rozegrano | Nie rozegrano | WD            | Nie roz.      | Nie roz.      | Nie roz.      | Nie roz.      |               |               |               |               |               |               |               |               |               |               |               |               |               |               |               |               |               |               |               |          |          |       |       |
| China Open                               | LQ            | LQ            | SF            | Nie roz.      | Nie roz.      | LQ            | 1R            | 2R            | SF            | 2R            | 2R            | F                    | WD                   | F                    | QF                   | W                    | WD                   | W             | W             | LQ            | Nie rozegrano | Nie rozegrano | Nie rozegrano | Nie rozegrano | Nie rozegrano | Nie rozegrano | Nie rozegrano |               |               |               |               |               |               |               |               |               |               |               |               |               |               |               |               |               |               |               |          |          |       |       |
| WST Pro Series                           | Nie rozegrano | Nie rozegrano | Nie rozegrano | Nie rozegrano | Nie rozegrano | Nie rozegrano | Nie rozegrano | Nie rozegrano | Nie rozegrano | Nie rozegrano | Nie rozegrano | Nie rozegrano        | Nie rozegrano        | Nie rozegrano        | Nie rozegrano        | Nie rozegrano        | Nie rozegrano        | Nie rozegrano | Nie rozegrano | Nie rozegrano | Nie rozegrano | RR            | Nie rozegrano | Nie rozegrano | Nie rozegrano | Nie rozegrano | Nie rozegrano |               |               |               |               |               |               |               |               |               |               |               |               |               |               |               |               |               |               |               |          |          |       |       |
| Indian Open                              | Nie rozegrano | Nie rozegrano | Nie rozegrano | Nie rozegrano | Nie rozegrano | Nie rozegrano | Nie rozegrano | Nie rozegrano | Nie rozegrano | Nie rozegrano | Nie rozegrano | Nie rozegrano        | Nie rozegrano        | Nie rozegrano        | 2R                   | A                    | NH                   | A             | A             | A             | Nie rozegrano | Nie rozegrano | Nie rozegrano | Nie rozegrano | Nie rozegrano | Nie rozegrano | Nie rozegrano |               |               |               |               |               |               |               |               |               |               |               |               |               |               |               |               |               |               |               |          |          |       |       |
| Gibraltar Open                           | Nie rozegrano | Nie rozegrano | Nie rozegrano | Nie rozegrano | Nie rozegrano | Nie rozegrano | Nie rozegrano | Nie rozegrano | Nie rozegrano | Nie rozegrano | Nie rozegrano | Nie rozegrano        | Nie rozegrano        | Nie rozegrano        | Nie rozegrano        | Nie rozegrano        | MR                   | 3R            | A             | A             | 3R            | 3R            | A             | Nie roz.      | Nie roz.      | Nie roz.      | Nie roz.      |               |               |               |               |               |               |               |               |               |               |               |               |               |               |               |               |               |               |               |          |          |       |       |
| World Open                               | 1R            | LQ            | LQ            | LQ            | 1R            | QF            | 1R            | 2R            | RR            | 2R            | 1R            | LQ                   | SF                   | QF                   | F                    | Nie roz.             | Nie roz.             | 2R            | 1R            | 3R            | 3R            | Nie roz.      | Nie roz.      | Nie roz.      | 3R            | 1R            |               |               |               |               |               |               |               |               |               |               |               |               |               |               |               |               |               |               |               |               |          |          |       |       |
| Tour Championship                        | Nie rozegrano | Nie rozegrano | Nie rozegrano | Nie rozegrano | Nie rozegrano | Nie rozegrano | Nie rozegrano | Nie rozegrano | Nie rozegrano | Nie rozegrano | Nie rozegrano | Nie rozegrano        | Nie rozegrano        | Nie rozegrano        | Nie rozegrano        | Nie rozegrano        | Nie rozegrano        | Nie rozegrano | Nie rozegrano | QF            | SF            | SF            | DNQ           | SF            | 1R            | F             |               |               |               |               |               |               |               |               |               |               |               |               |               |               |               |               |               |               |               |               |          |          |       |       |
| Mistrzostwa świata                       | LQ            | LQ            | LQ            | LQ            | LQ            | 1R            | 2R            | F             | 1R            | QF            | SF            | QF                   | 1R                   | 2R                   | W                    | 2R                   | W                    | W             | 1R            | 2R            | SF            | W             | 2R            | F             | 1R            | 1R            |               |               |               |               |               |               |               |               |               |               |               |               |               |               |               |               |               |               |               |               |          |          |       |       |
| Turnieje nierankingowe                   |               |               |               |               |               |               |               |               |               |               |               |                      |                      |                      |                      |                      |                      |               |               |               |               |               |               |               |               |               |               |               |               |               |               |               |               |               |               |               |               |               |               |               |               |               |               |               |               |               |          |          |       |       |
| Paul Hunter Classic                      | Nie rozegrano | Nie rozegrano | Nie rozegrano | Nie rozegrano | Nie rozegrano | Pro-am Event  | Pro-am Event  | Pro-am Event  | Pro-am Event  | Pro-am Event  | Pro-am Event  | Minor-Rank.          | Minor-Rank.          | Minor-Rank.          | Minor-Rank.          | Minor-Rank.          | Minor-Rank.          | Rank.         | Rank.         | Rank.         | A             | Nie rozegrano | Nie rozegrano | Nie rozegrano | Nie rozegrano | Nie rozegrano | Nie rozegrano |               |               |               |               |               |               |               |               |               |               |               |               |               |               |               |               |               |               |               |          |          |       |       |
| Shanghai Masters                         | Nie rozegrano | Nie rozegrano | Nie rozegrano | Nie rozegrano | Nie rozegrano | Nie rozegrano | Nie rozegrano | Nie rozegrano | Rank.         | Rank.         | Rank.         | Rank.                | Rank.                | Rank.                | Rank.                | Rank.                | Rank.                | Rank.         | Rank.         | QF            | 1R            | Nie roz.      | Nie roz.      | Nie roz.      | SF            | SF            | SF            |               |               |               |               |               |               |               |               |               |               |               |               |               |               |               |               |               |               |               |          |          |       |       |
| Hong Kong Masters                        | Nie rozegrano | Nie rozegrano | Nie rozegrano | Nie rozegrano | Nie rozegrano | Nie rozegrano | Nie rozegrano | Nie rozegrano | Nie rozegrano | Nie rozegrano | Nie rozegrano | Nie rozegrano        | Nie rozegrano        | Nie rozegrano        | Nie rozegrano        | Nie rozegrano        | Nie rozegrano        | Nie rozegrano | QF            | Nie roz.      | Nie roz.      | Nie roz.      | Nie roz.      | QF            | Nie roz.      | Nie roz.      | Nie roz.      |               |               |               |               |               |               |               |               |               |               |               |               |               |               |               |               |               |               |               |          |          |       |       |
| Champion of Champions                    | Nie rozegrano | Nie rozegrano | Nie rozegrano | Nie rozegrano | Nie rozegrano | Nie rozegrano | Nie rozegrano | Nie rozegrano | Nie rozegrano | Nie rozegrano | Nie rozegrano | Nie rozegrano        | Nie rozegrano        | Nie rozegrano        | SF                   | QF                   | 1R                   | QF            | QF            | 1R            | QF            | SF            | QF            | SF            | 1R            | QF            |               |               |               |               |               |               |               |               |               |               |               |               |               |               |               |               |               |               |               |               |          |          |       |       |
| Riyadh Season Snooker Championship       | Nie rozegrano | Nie rozegrano | Nie rozegrano | Nie rozegrano | Nie rozegrano | Nie rozegrano | Nie rozegrano | Nie rozegrano | Nie rozegrano | Nie rozegrano | Nie rozegrano | Nie rozegrano        | Nie rozegrano        | Nie rozegrano        | Nie rozegrano        | Nie rozegrano        | Nie rozegrano        | Nie rozegrano | Nie rozegrano | Nie rozegrano | Nie rozegrano | Nie rozegrano | Nie rozegrano | Nie rozegrano | Nie rozegrano | QF            |               |               |               |               |               |               |               |               |               |               |               |               |               |               |               |               |               |               |               |               |          |          |       |       |
| The Masters                              | LQ            | LQ            | LQ            | LQ            | LQ            | A             | LQ            | LQ            | W             | F             | W             | 1R                   | QF                   | W                    | F                    | 1R                   | QF                   | QF            | 1R            | QF            | 1R            | 1R            | QF            | 1R            | QF            | QF            |               |               |               |               |               |               |               |               |               |               |               |               |               |               |               |               |               |               |               |               |          |          |       |       |
| Championship League Snooker              | Nie rozegrano | Nie rozegrano | Nie rozegrano | Nie rozegrano | Nie rozegrano | Nie rozegrano | Nie rozegrano | Nie rozegrano | F             | F             | RR            | 2R                   | RR                   | RR                   | RR                   | A                    | 2R                   | RR            | SF            | 2R            | WD            | RR            | WD            | WD            | W             | W             |               |               |               |               |               |               |               |               |               |               |               |               |               |               |               |               |               |               |               |               |          |          |       |       |
| Inne odmiany snookera                    |               |               |               |               |               |               |               |               |               |               |               |                      |                      |                      |                      |                      |                      |               |               |               |               |               |               |               |               |               |               |               |               |               |               |               |               |               |               |               |               |               |               |               |               |               |               |               |               |               |          |          |       |       |
| Mistrzostwa świata na sześciu czerwonych | Nie rozegrano | Nie rozegrano | Nie rozegrano | Nie rozegrano | Nie rozegrano | Nie rozegrano | Nie rozegrano | Nie rozegrano | Nie rozegrano | 1R            | A             | W                    | NH                   | QF                   | SF                   | WD                   | QF                   | 1R            | A             | 1R            | 1R            | Nie roz.      | Nie roz.      | A             | Nie roz.      | Nie roz.      | Nie roz.      |               |               |               |               |               |               |               |               |               |               |               |               |               |               |               |               |               |               |               |          |          |       |       |
| Byłe turnieje rankingowe                 |               |               |               |               |               |               |               |               |               |               |               |                      |                      |                      |                      |                      |                      |               |               |               |               |               |               |               |               |               |               |               |               |               |               |               |               |               |               |               |               |               |               |               |               |               |               |               |               |               |          |          |       |       |
| Malta Grand Prix                         | LQ            | NR            | Nie rozegrano | Nie rozegrano | Nie rozegrano | Nie rozegrano | Nie rozegrano | Nie rozegrano | Nie rozegrano | Nie rozegrano | Nie rozegrano | Nie rozegrano        | Nie rozegrano        | Nie rozegrano        | Nie rozegrano        | Nie rozegrano        | Nie rozegrano        | Nie rozegrano | Nie rozegrano | Nie rozegrano | Nie rozegrano | Nie rozegrano | Nie rozegrano | Nie rozegrano | Nie rozegrano | Nie rozegrano | Nie rozegrano | Nie rozegrano | Nie rozegrano | Nie rozegrano | Nie rozegrano | Nie rozegrano | Nie rozegrano |               |               |               |               |               |               |               |               |               |               |               |               |               |          |          |       |       |
| Thailand Masters                         | LQ            | LQ            | LQ            | NR            | Nie roz.      | Nie roz.      | Nie roz.      | NR            | Nie rozegrano | Nie rozegrano | Nie rozegrano | Nie rozegrano        | Nie rozegrano        | Nie rozegrano        | Nie rozegrano        | Nie rozegrano        | Nie rozegrano        | Nie rozegrano | Nie rozegrano | Nie rozegrano | Nie rozegrano | Nie rozegrano | Nie rozegrano | Nie rozegrano | Nie rozegrano | Nie rozegrano | Nie rozegrano | Nie rozegrano | Nie rozegrano | Nie rozegrano | Nie rozegrano | Nie rozegrano | Nie rozegrano | Nie rozegrano | Nie rozegrano | Nie rozegrano | Nie rozegrano | Nie rozegrano | Nie rozegrano |               |               |               |               |               |               |               |          |          |       |       |
| Irish Masters                            | Nie-rank.     | Nie-rank.     | Nie-rank.     | 1R            | 1R            | 1R            | NH            | NR            | Nie rozegrano | Nie rozegrano | Nie rozegrano | Nie rozegrano        | Nie rozegrano        | Nie rozegrano        | Nie rozegrano        | Nie rozegrano        | Nie rozegrano        | Nie rozegrano | Nie rozegrano | Nie rozegrano | Nie rozegrano | Nie rozegrano | Nie rozegrano | Nie rozegrano | Nie rozegrano | Nie rozegrano | Nie rozegrano | Nie rozegrano | Nie rozegrano | Nie rozegrano | Nie rozegrano | Nie rozegrano | Nie rozegrano | Nie rozegrano | Nie rozegrano | Nie rozegrano | Nie rozegrano | Nie rozegrano | Nie rozegrano |               |               |               |               |               |               |               |          |          |       |       |
| Northern Ireland Trophy                  | Nie rozegrano | Nie rozegrano | Nie rozegrano | Nie rozegrano | Nie rozegrano | Nie rozegrano | NR            | 3R            | 2R            | 3R            | Nie rozegrano | Nie rozegrano        | Nie rozegrano        | Nie rozegrano        | Nie rozegrano        | Nie rozegrano        | Nie rozegrano        | Nie rozegrano | Nie rozegrano | Nie rozegrano | Nie rozegrano | Nie rozegrano | Nie rozegrano | Nie rozegrano | Nie rozegrano | Nie rozegrano | Nie rozegrano | Nie rozegrano | Nie rozegrano | Nie rozegrano | Nie rozegrano | Nie rozegrano | Nie rozegrano | Nie rozegrano | Nie rozegrano | Nie rozegrano | Nie rozegrano | Nie rozegrano | Nie rozegrano | Nie rozegrano | Nie rozegrano |               |               |               |               |               |          |          |       |       |
| Wuxi Classic                             | Nie rozegrano | Nie rozegrano | Nie rozegrano | Nie rozegrano | Nie rozegrano | Nie rozegrano | Nie rozegrano | Nie rozegrano | Nie rozegrano | Nie-rank.     | Nie-rank.     | Nie-rank.            | Nie-rank.            | QF                   | LQ                   | 2R                   | Nie roz.             | Nie roz.      | Nie roz.      | Nie roz.      | Nie roz.      | Nie roz.      | Nie roz.      | Nie roz.      | Nie roz.      | Nie roz.      | Nie roz.      | Nie roz.      | Nie roz.      | Nie roz.      | Nie roz.      | Nie roz.      | Nie roz.      | Nie roz.      | Nie roz.      | Nie roz.      | Nie roz.      | Nie roz.      | Nie roz.      | Nie roz.      | Nie roz.      | Nie roz.      | Nie roz.      | Nie roz.      | Nie roz.      | Nie roz.      | Nie roz. |          |       |       |
| Australian Goldfields Open               | Nie rozegrano | Nie rozegrano | Nie rozegrano | Nie rozegrano | Nie rozegrano | Nie rozegrano | Nie rozegrano | Nie rozegrano | Nie rozegrano | Nie rozegrano | Nie rozegrano | Nie rozegrano        | QF                   | 1R                   | SF                   | A                    | 2R                   | Nie roz.      | Nie roz.      | Nie roz.      | Nie roz.      | Nie roz.      | Nie roz.      | Nie roz.      | Nie roz.      | Nie roz.      | Nie roz.      | Nie roz.      | Nie roz.      | Nie roz.      | Nie roz.      | Nie roz.      | Nie roz.      | Nie roz.      | Nie roz.      | Nie roz.      | Nie roz.      | Nie roz.      | Nie roz.      | Nie roz.      | Nie roz.      | Nie roz.      | Nie roz.      | Nie roz.      | Nie roz.      | Nie roz.      | Nie roz. | Nie roz. |       |       |
| Shanghai Masters                         | Nie rozegrano | Nie rozegrano | Nie rozegrano | Nie rozegrano | Nie rozegrano | Nie rozegrano | Nie rozegrano | Nie rozegrano | SF            | SF            | 1R            | SF                   | W                    | 1R                   | QF                   | SF                   | WD                   | F             | 3R            | Nie-rank.     | Nie-rank.     | Nie-rank.     | Nie-rank.     | Nie-rank.     | Nie-rank.     | Nie-rank.     | Nie-rank.     |               |               |               |               |               |               |               |               |               |               |               |               |               |               |               |               |               |               |               |          |          |       |       |
| Paul Hunter Classic                      | Nie rozegrano | Nie rozegrano | Nie rozegrano | Nie rozegrano | Nie rozegrano | Pro-am Event  | Pro-am Event  | Pro-am Event  | Pro-am Event  | Pro-am Event  | Pro-am Event  | Minor-Rank.          | Minor-Rank.          | Minor-Rank.          | Minor-Rank.          | Minor-Rank.          | Minor-Rank.          | W             | 4R            | A             | Nie-rank.     | Nie-rank.     | Nie-rank.     | Nie-rank.     | Nie-rank.     | Nie-rank.     | Nie-rank.     |               |               |               |               |               |               |               |               |               |               |               |               |               |               |               |               |               |               |               |          |          |       |       |
| Byłe turnieje nie-rankingowe             |               |               |               |               |               |               |               |               |               |               |               |                      |                      |                      |                      |                      |                      |               |               |               |               |               |               |               |               |               |               |               |               |               |               |               |               |               |               |               |               |               |               |               |               |               |               |               |               |               |          |          |       |       |
| European Open                            | Nie roz.      | Nie roz.      | Rank.         | Rank.         | Rank.         | Rank.         | Rank.         | Rank.         | RR            | Nie rozegrano | Nie rozegrano | Nie rozegrano        | Nie rozegrano        | Nie rozegrano        | Nie rozegrano        | Nie rozegrano        | Nie rozegrano        | Rank.         | Rank.         | Rank.         | Rank.         | Rank.         | Rank.         | Rank.         | Rank.         | Rank.         | Rank.         | Rank.         | Rank.         | Rank.         | Rank.         | Rank.         |               |               |               |               |               |               |               |               |               |               |               |               |               |               |          |          |       |       |
| Wuxi Classic                             | Nie rozegrano | Nie rozegrano | Nie rozegrano | Nie rozegrano | Nie rozegrano | Nie rozegrano | Nie rozegrano | Nie rozegrano | Nie rozegrano | F             | RR            | 1R                   | W                    | Rank.                | Rank.                | Rank.                | Nie roz.             | Nie roz.      | Nie roz.      | Nie roz.      | Nie roz.      | Nie roz.      | Nie roz.      | Nie roz.      | Nie roz.      | Nie roz.      | Nie roz.      | Nie roz.      | Nie roz.      | Nie roz.      | Nie roz.      | Nie roz.      | Nie roz.      | Nie roz.      | Nie roz.      | Nie roz.      | Nie roz.      | Nie roz.      | Nie roz.      | Nie roz.      | Nie roz.      | Nie roz.      | Nie roz.      | Nie roz.      | Nie roz.      | Nie roz.      | Nie roz. | Nie roz. |       |       |
| Brazil Masters                           | Nie rozegrano | Nie rozegrano | Nie rozegrano | Nie rozegrano | Nie rozegrano | Nie rozegrano | Nie rozegrano | Nie rozegrano | Nie rozegrano | Nie rozegrano | Nie rozegrano | Nie rozegrano        | QF                   | Nie rozegrano        | Nie rozegrano        | Nie rozegrano        | Nie rozegrano        | Nie rozegrano | Nie rozegrano | Nie rozegrano | Nie rozegrano | Nie rozegrano | Nie rozegrano | Nie rozegrano | Nie rozegrano | Nie rozegrano | Nie rozegrano | Nie rozegrano | Nie rozegrano | Nie rozegrano | Nie rozegrano | Nie rozegrano | Nie rozegrano | Nie rozegrano | Nie rozegrano | Nie rozegrano | Nie rozegrano | Nie rozegrano | Nie rozegrano | Nie rozegrano | Nie rozegrano | Nie rozegrano | Nie rozegrano | Nie rozegrano | Nie rozegrano |               |          |          |       |       |
| Premier League                           | A             | A             | A             | A             | A             | A             | A             | A             | A             | F             | A             | RR                   | VF                   | RR                   | Nie rozegrano        | Nie rozegrano        | Nie rozegrano        | Nie rozegrano | Nie rozegrano | Nie rozegrano | Nie rozegrano | Nie rozegrano | Nie rozegrano | Nie rozegrano | Nie rozegrano | Nie rozegrano | Nie rozegrano | Nie rozegrano | Nie rozegrano | Nie rozegrano | Nie rozegrano | Nie rozegrano | Nie rozegrano | Nie rozegrano | Nie rozegrano | Nie rozegrano | Nie rozegrano | Nie rozegrano | Nie rozegrano | Nie rozegrano | Nie rozegrano | Nie rozegrano | Nie rozegrano | Nie rozegrano | Nie rozegrano | Nie rozegrano |          |          |       |       |
| World Grand Prix                         | Nie rozegrano | Nie rozegrano | Nie rozegrano | Nie rozegrano | Nie rozegrano | Nie rozegrano | Nie rozegrano | Nie rozegrano | Nie rozegrano | Nie rozegrano | Nie rozegrano | Nie rozegrano        | Nie rozegrano        | Nie rozegrano        | Nie rozegrano        | 2R                   | Rank.                | Rank.         | Rank.         | Rank.         | Rank.         | Rank.         | Rank.         | Rank.         | Rank.         | Rank.         | Rank.         | Rank.         | Rank.         | Rank.         | Rank.         | Rank.         | Rank.         |               |               |               |               |               |               |               |               |               |               |               |               |               |          |          |       |       |
| Shoot Out                                | Nie rozegrano | Nie rozegrano | Nie rozegrano | Nie rozegrano | Nie rozegrano | Nie rozegrano | Nie rozegrano | Nie rozegrano | Nie rozegrano | Nie rozegrano | Nie rozegrano | 3R                   | 2R                   | 2R                   | 1R                   | 1R                   | A                    | Rank.         | Rank.         | Rank.         | Rank.         | Rank.         | Rank.         | Rank.         | Rank.         | Rank.         | Rank.         | Rank.         | Rank.         | Rank.         | Rank.         | Rank.         | Rank.         | Rank.         | Rank.         | Rank.         | Rank.         | Rank.         | Rank.         | Rank.         | Rank.         | Rank.         | Rank.         | Rank.         | Rank.         | Rank.         | Rank.    | Rank.    | Rank. |       |
| China Championship                       | Nie rozegrano | Nie rozegrano | Nie rozegrano | Nie rozegrano | Nie rozegrano | Nie rozegrano | Nie rozegrano | Nie rozegrano | Nie rozegrano | Nie rozegrano | Nie rozegrano | Nie rozegrano        | Nie rozegrano        | Nie rozegrano        | Nie rozegrano        | Nie rozegrano        | Nie rozegrano        | QF            | Rank.         | Rank.         | Rank.         | Rank.         | Rank.         | Rank.         | Rank.         | Rank.         | Rank.         | Rank.         | Rank.         | Rank.         | Rank.         | Rank.         | Rank.         | Rank.         | Rank.         | Rank.         | Rank.         | Rank.         | Rank.         | Rank.         | Rank.         | Rank.         | Rank.         | Rank.         | Rank.         | Rank.         | Rank.    | Rank.    | Rank. | Rank. |
| Romanian Masters                         | Nie rozegrano | Nie rozegrano | Nie rozegrano | Nie rozegrano | Nie rozegrano | Nie rozegrano | Nie rozegrano | Nie rozegrano | Nie rozegrano | Nie rozegrano | Nie rozegrano | Nie rozegrano        | Nie rozegrano        | Nie rozegrano        | Nie rozegrano        | Nie rozegrano        | Nie rozegrano        | Nie rozegrano | 1R            | Nie rozegrano | Nie rozegrano | Nie rozegrano | Nie rozegrano | Nie rozegrano | Nie rozegrano | Nie rozegrano | Nie rozegrano |               |               |               |               |               |               |               |               |               |               |               |               |               |               |               |               |               |               |               |          |          |       |       |

| Legenda tabeli wyników              | Legenda tabeli wyników       | Legenda tabeli wyników                     | Legenda tabeli wyników                                                              | Legenda tabeli wyników                     | Legenda tabeli wyników                     |
| ----------------------------------- | ---------------------------- | ------------------------------------------ | ----------------------------------------------------------------------------------- | ------------------------------------------ | ------------------------------------------ |
| LQ                                  | odpadnięcie w kwalifikacjach | #R                                         | odpadnięcie we wczesnej fazie turnieju (WR = runda dzikich kart, RR = faza grupowa) | QF                                         | przegrana w ćwierćfinale                   |
| SF                                  | przegrana w półfinale        | F                                          | przegrana w finale                                                                  | W                                          | zwycięstwo                                 |
| DNQ                                 | nie zakwalifikował/a się     | A                                          | nie brał/a udziału                                                                  | WD                                         | zrezygnował/a w trakcie turnieju           |
| Legenda oznaczeń w tabelach wyników |                              |                                            |                                                                                     |                                            |                                            |
| NH / Nie roz.                       | NH / Nie roz.                | Turniej nie odbył się.                     | Turniej nie odbył się.                                                              | Turniej nie odbył się.                     | Turniej nie odbył się.                     |
| NR / Nie-rank.                      | NR / Nie-rank.               | Turniej nie był zaliczany jako rankingowy. | Turniej nie był zaliczany jako rankingowy.                                          | Turniej nie był zaliczany jako rankingowy. | Turniej nie był zaliczany jako rankingowy. |
| R / Rank.                           | R / Rank.                    | Turniej był zaliczany jako rankingowy.     | Turniej był zaliczany jako rankingowy.                                              | Turniej był zaliczany jako rankingowy.     | Turniej był zaliczany jako rankingowy.     |
| MR / Minor-Rank.                    | MR / Minor-Rank.             | Turniej był zaliczany jako minor ranking.  | Turniej był zaliczany jako minor ranking.                                           | Turniej był zaliczany jako minor ranking.  | Turniej był zaliczany jako minor ranking.  |

1. ↑  Od sezonu 2010/11 ranking na początku sezonu
2. ↑  Nowi zawodnicy w Main Tourze nie mają przypisanego rankingu.
3. ↑  Turniej nosił nazwę Riga Open (2014/2015–2015/2016)
4. 1 2  Turniej nosił nazwę Malta Cup (2004/2005–2007/2008)
5. ↑  Turniej nosił nazwę Players Championship (2003/2004)
6. ↑  Turniej nosił nazwę Players Tour Championship Grand Finals (2010/2011–2012/2013) oraz Players Championship Grand Final (2013/2014–2015/2016)
7. ↑  Turniej nosił nazwę Grand Prix (1999/2000–2000/2001 i 2004/2005–2009/2010), the LG Cup (2001/2002–2003/2004) oraz Haikou World Open (2011/2012–2013/2014)
8. ↑  Turniej nosił nazwę Grand Prix Fürth (2004/2005) i Fürth German Open (2005/2006–2006/2007)
9. ↑  Turniej nosił nazwę Six-red Snooker International (2008/2009) oraz Six-red World Grand Prix (2009/2010)
10. 1 2  Turniej nosił nazwę Jiangsu Classic (2008/2009–2009/2010)

## Breaki 100-punktowe
- najwięcej breaków 100-punktowych w sezonie 2010/11 (53 breaki)
- najwięcej breaków 100-punktowych w jednym meczu MŚ odbywających się w Crucible Theatre (6 w MŚ 2011)

## Statystyka zwycięstw

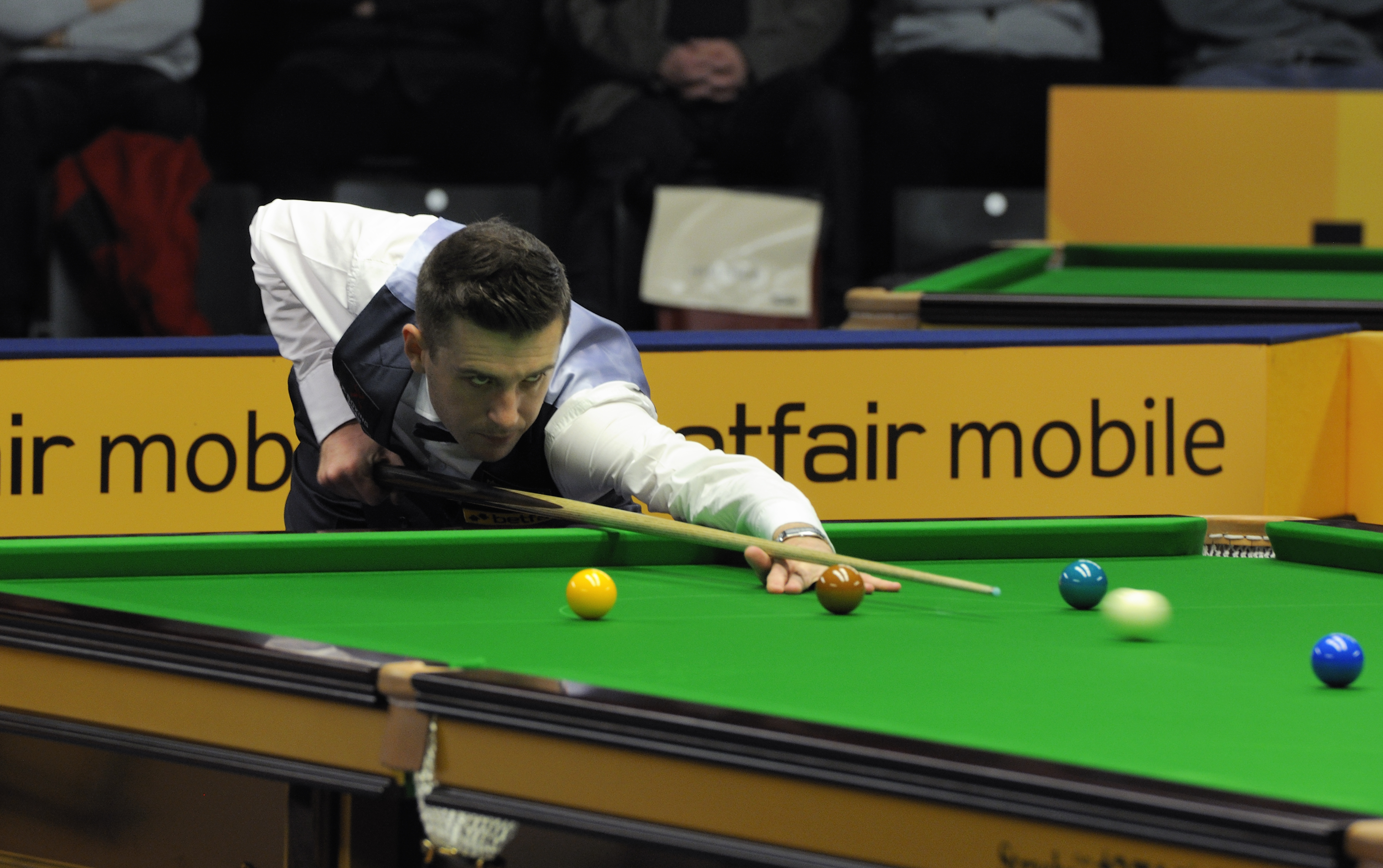
Selby podczas German Masters 2013
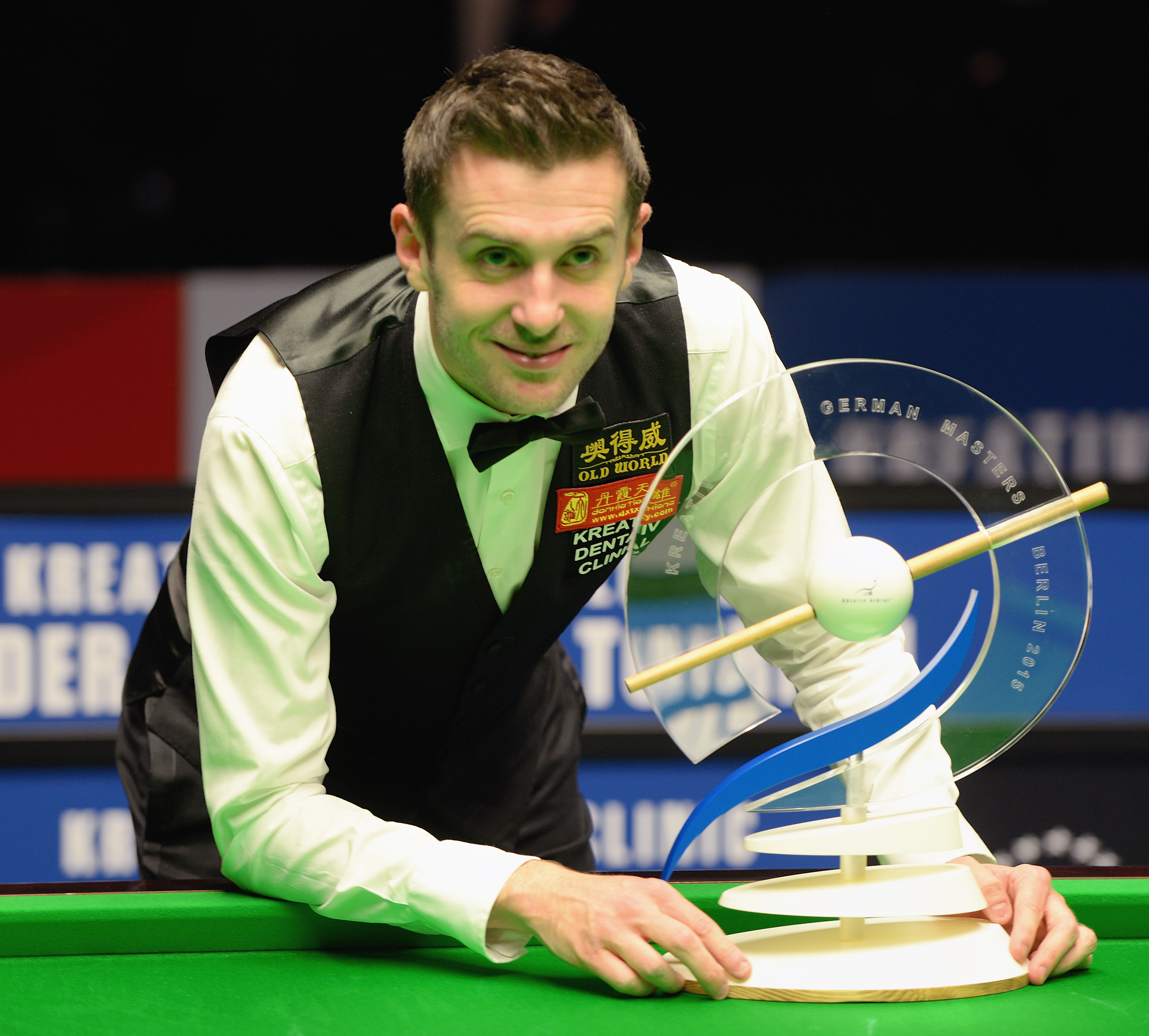
Selby w German Masters 2015

| - Welsh Open 2008 - Shanghai Masters 2011 - UK Championship 2012 - Mistrzostwa Świata 2014 - German Masters 2015 - China Open 2015 - Mistrzostwa Świata 2016 - International Championship 2016 - UK Championship 2016 - Paul Hunter Classic 2016 - International Championship 2017 - China Open 2017 - Mistrzostwa Świata 2017 - China Open 2018 - China Championship 2018 - English Open 2019 - Scottish Open 2019 - European Masters 2020 - Scottish Open 2020 - Mistrzostwa Świata 2021 - English Open 2022 - British Open 2024 - Welsh Open 2025 | - Warsaw Snooker Tour - Masters 2008, 2010, 2013 - PTC 2010/11 Turniej 2 - PTC 2011/12 Turniej 4 - ET 2012/13 Turniej 1 - ET 2012/13 Turniej 6 - ET 2013/14 Turniej 7 - ET 2014/15 Turniej 1 - ET 2015/16 Turniej 6 - Wuxi Classic 2011 |

## Pozostałe informacje
- Selby w 2006 roku został mistrzem świata w poolbillardzie – ósemce.
- Aktualnie ma na koncie 523[13] podejść stupunktowych, w tym 4 breaki maksymalne[2].
- Drugi break maksymalny w wykonaniu Selby’ego był jubileuszowym, setnym „maksem” wbitym w historii snookera[2]. Dokonał tego podczas półfinałowego spotkania UK Championship 2013, w którym mierzył się z Ricky Waldenem. Selby ponadto za „maksa” zgarnął aż 59 000 GBP.
- W trakcie swojej kariery wygrał on łącznie 2 828 633 GBP. Najwięcej, bo aż 698 961 GBP w sezonie 2013/14.